# Lycosa leucophthalma
Lycosa leucophthalma är en spindelart som beskrevs av Cândido Firmino de Mello-Leitão 1940. 
Lycosa leucophthalma ingår i släktet Lycosa och familjen vargspindlar. Inga underarter finns listade i Catalogue of Life.